# 棕絲帶
棕絲帶又稱布朗絲帶，是顏色絲帶中較罕見的一種，用途大多是各個比賽的名次象徵。在美國州郡博覽會中，棕絲帶代表第八名。而在納粹德國時期的1934年至1944年期間，每年七月會在慕尼黑舉行賽馬比賽，其中棕絲帶就是比賽的重要象徵。

## 其他用途
- 代表反菸草以及預防結腸、大腸癌等癌症。（棕絲帶是替代絲帶，正式官方顏色是深藍絲帶）
- 美國喜劇演員喬治·卡林（George Carlin）表示，棕絲帶應該要代表社會個人權力不公平和其所造成的影響。[4]
- 棕絲帶也代表菲律賓人的民族自豪感。[5]